# Robert Broom
Robert Broom (Paisley, 30 novembre 1866 – 6 aprile 1951) è stato un medico e paleontologo sudafricano.

## Biografia
Dopo aver ottenuto la qualifica di medico nel 1895 e aver conseguito il dottorato presso l'Università di Glasgow, dal 1903 al 1910 fu professore di zoologia e geologia al "Victoria College" di Stellenbosch, Sudafrica, e in seguito divenne il conservatore della sezione di paleontologia dei vertebrati al "Museo del Sud Africa" di Città del Capo. 
Broom rivolse i suoi studi inizialmente verso i terapsidi, l'ordine di rettili fossili precursori della classe dei mammiferi e classificandone i taxa.
Dopo la scoperta da parte di Raymond Arthur Dart di un fossile di un bambino di australopiteco, il "Bambino di Taung", i suoi interessi si spostarono verso la paleoantropologia. Nel frattempo la sua carriera si era arrestata e Broom era ridotto in ristrettezze economiche. Lo stesso Dart scrisse a Jan Smuts per perorare la sua causa e quest'ultimo, facendo pressioni sul governo sudafricano, riuscì a fargli ottenere nel 1934 la qualifica di Assistente in Paleontologia presso il Transvall Museum di Pretoria.
Negli anni successivi, fu autore di spettacolari scoperte, tra cui frammenti di sei ominidi a Sterkfontein, che egli chiamò Plesianthropus transvaalensis, ma che furono successivamente classificati come adulti di australopiteco. Nel 1937 Broom fece la sua più famosa scoperta: un esemplare di Paranthropus robustus. Le sue scoperte contribuirono a rafforzare le ipotesi di Dart sulle specie Taung. Il resto della carriera del professor Broom fu dedicata all'esplorazione dei siti africani dove erano stati effettuati i suoi primi rinvenimenti e all'interpretazione dei resti di ominidi quivi ritrovati. Nel 1948, scavando a Swartkrans, scoprì i resti fossili di un ominide che fu in seguito identificato come un esemplare di Homo erectus.